# Liste der Universitäten in San Marino
San Marino verfügt seit 1985 über die staatliche Università degli Studi della Repubblica di San Marino.
Daneben existiert eine gleichfalls 1985 gegründete Akademio Internacia de la Sciencoj  (Internationale Akademie der Wissenschaften San Marino), die ebenfalls akademische Grade verleiht und einen Teil ihrer Aktivitäten mit kooperierenden Hochschulen im Ausland verfolgt.